# Ramphotrigon flammulatum
A Ramphotrigon flammulatus a madarak osztályának a verébalakúak (Passeriformes) rendjébe és a királygébicsfélék (Tyrannidae) családjába tartozó faj.

## Rendszerezése
A fajt George Newbold Lawrence német ornitológus írta le 1875-ben, a Myiarchus nembe Myiarchus flammulatus néven. Egyre több szakértő sorolja a Robert Ridgway által 1893-ban leírt Deltarhynchus nembe egyetlen fajként Deltarhynchus flammulatus néven.

## Előfordulása
Mexikó Csendes-óceáni partvidékén honos. Természetes élőhelyei a szubtrópusi vagy trópusi hegyi esőerdők, lombhullató erdők, szavannák és cserjések, valamint ültetvények. Állandó, nem vonuló faj.

## Megjelenése
Testhossza 17 centiméter.
|  |